# NGC 1680
NGC 1680 est une galaxie spirale barrée située dans la constellation du Peintre. NGC 1680 a été découverte par l'astronome britannique John Herschel en 1834.

## Caractéristiques
Sa vitesse par rapport au fond diffus cosmologique est de
La classe de luminosité de NGC 1680 est II.

## Paire de galaxies
Selon Soares et ses collègues, NGC 1680 et ESO 203-007 forment une paire de galaxies. La distance de Hubble d'ESO 202-009  est de 79,45 ± 5,56 (∼), soit à environ 15 pc (∼48,9 al) au-delà de NGC 1680. Malgré les incertitudes sur les distances, il est peu probable que ces deux galaxies forment une paire réelle et qu'il s'agisse plutôt d'un alignement fortuit.